# L'Aiguille rouge
Pour plus de détails, voir Fiche technique et Distribution.
L'Aiguille rouge est un franco-ouest-allemand réalisé par Emil-Edwin Reinert, sorti en 1951.

## Fiche technique
- Titre : L'Aiguille rouge / Verträumte Tage
- Réalisateur : Emil-Edwin Reinert assisté de Jack Pinoteau
- Scénario : Henri-André Legrand et André Haguet, d'après le roman de Vicki Baum
- Dialogues : Jacques Natanson
- Photographie : André Bac
- Cadreur : Jacques Natteau
- Décors : Georges Wakhévitch
- Son : Robert Biard
- Musique : Joe Hajos
- Montage : Monique Kirsanoff
- Sociétés de production : Alcina (Paris), National-Film (Hambourg)
- Tournage : du 18 septembre au 25 novembre 1950
- Pays :  France  Allemagne de l'Ouest
- Format : Noir et blanc - 1,37:1 - 35 mm - Son mono
- Genre :  Drame
- Durée :  85 minutes
- Date de sortie : 
  - France : 25 juillet 1951

## Distribution
- Margo Lion
- Jean Marchat
- Michel Auclair
- Michèle Philippe
- René Génin
- Colette Jacommet